# Yuncler
Yuncler è un comune spagnolo di 3 594 abitanti situato nella comunità autonoma di Castiglia-La Mancia.